# Курново
Курно̀во е село в Северозападна България. То се намира в община Роман, област Враца.

## Население
Преброяване на населението през 2011 г.
Численост и дял на етническите групи според преброяването на населението през 2011 г.:
|                     | Численост | Дял (в %) |
| Общо                | 181       | 100,00    |
| Българи             | 155       | 85,63     |
| Турци               | 0         | 0,00      |
| Цигани              | 0         | 0,00      |
| Други               | 0         | 0,00      |
| Не се самоопределят | 0         | 0,00      |
| Неотговорили        | 25        | 13,81     |

## Галерия
- Църквата в с. Курново
- Хан, в който през 1872 г. Васил Левски е провел заседание на местния Революционен комитет